# جروم (آیداهو)
جروم (به انگلیسی: Jerome) شهری در شهرستان جروم ایالت آیداهو است که جمعیت آن در سرشماری سال ۲۰۱۰ میلادی ۱۰٬۸۹۰ نفر بوده است.